# Keraudren Island
Keraudren Island är en ö i Australien. Den ligger i delstaten Western Australia, omkring 2 100 kilometer nordost om delstatshuvudstaden Perth. Arean är 1,4 kvadratkilometer. Den sträcker sig 2,1 kilometer i nord-sydlig riktning, och 1,3 kilometer i öst-västlig riktning.
Savannklimat råder i trakten. Genomsnittlig årsnederbörd är 1 807 millimeter. Den regnigaste månaden är februari, med i genomsnitt 474 mm nederbörd, och den torraste är augusti, med 1 mm nederbörd.